# Saint-Sauveur, Haute-Garonne

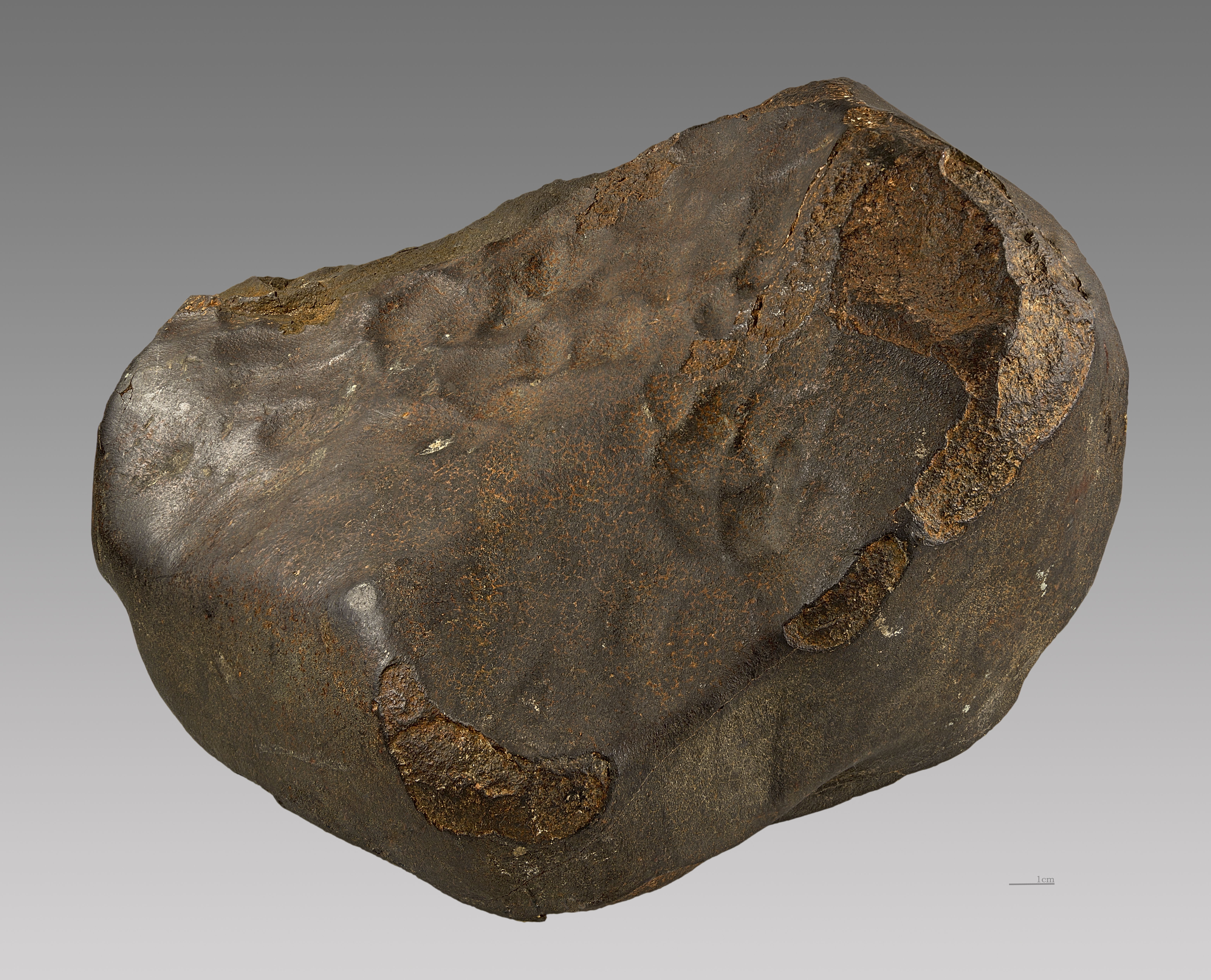
Chondrite EH5 « Saint-Sauveur »

Saint-Sauveur este o comună în departamentul Haute-Garonne din sudul Franței. În 2009 avea o populație de 1.726 de locuitori.

## Evoluția populației
| An        | 1975 | 1982  | 1990  | 1999  | 2006  | 2009  |
| --------- | ---- | ----- | ----- | ----- | ----- | ----- |
| Populație | 912  | 1.093 | 1.159 | 1.309 | 1.652 | 1.726 |

## Monument
Biserica St Saviour, monument istoric.

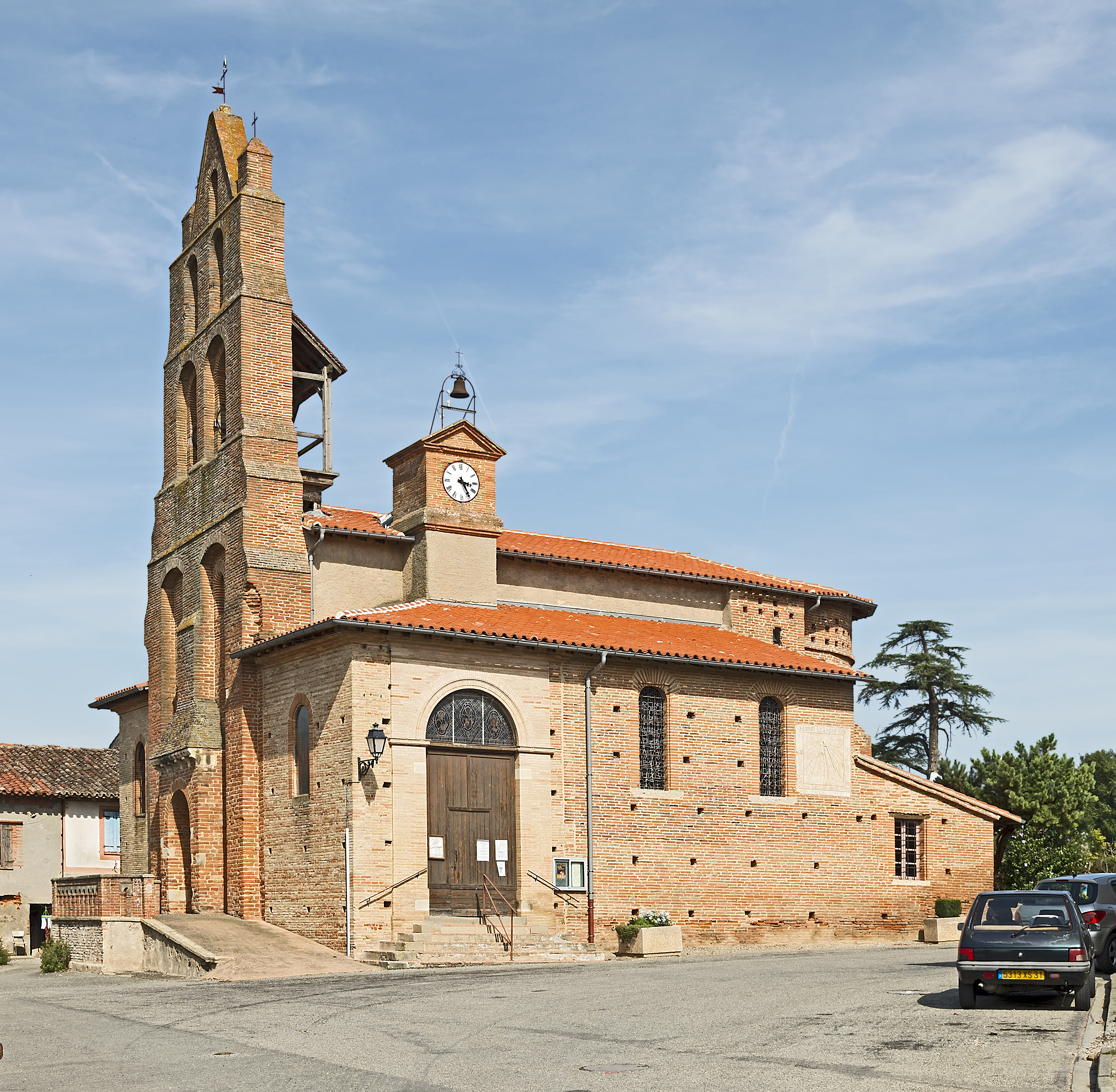
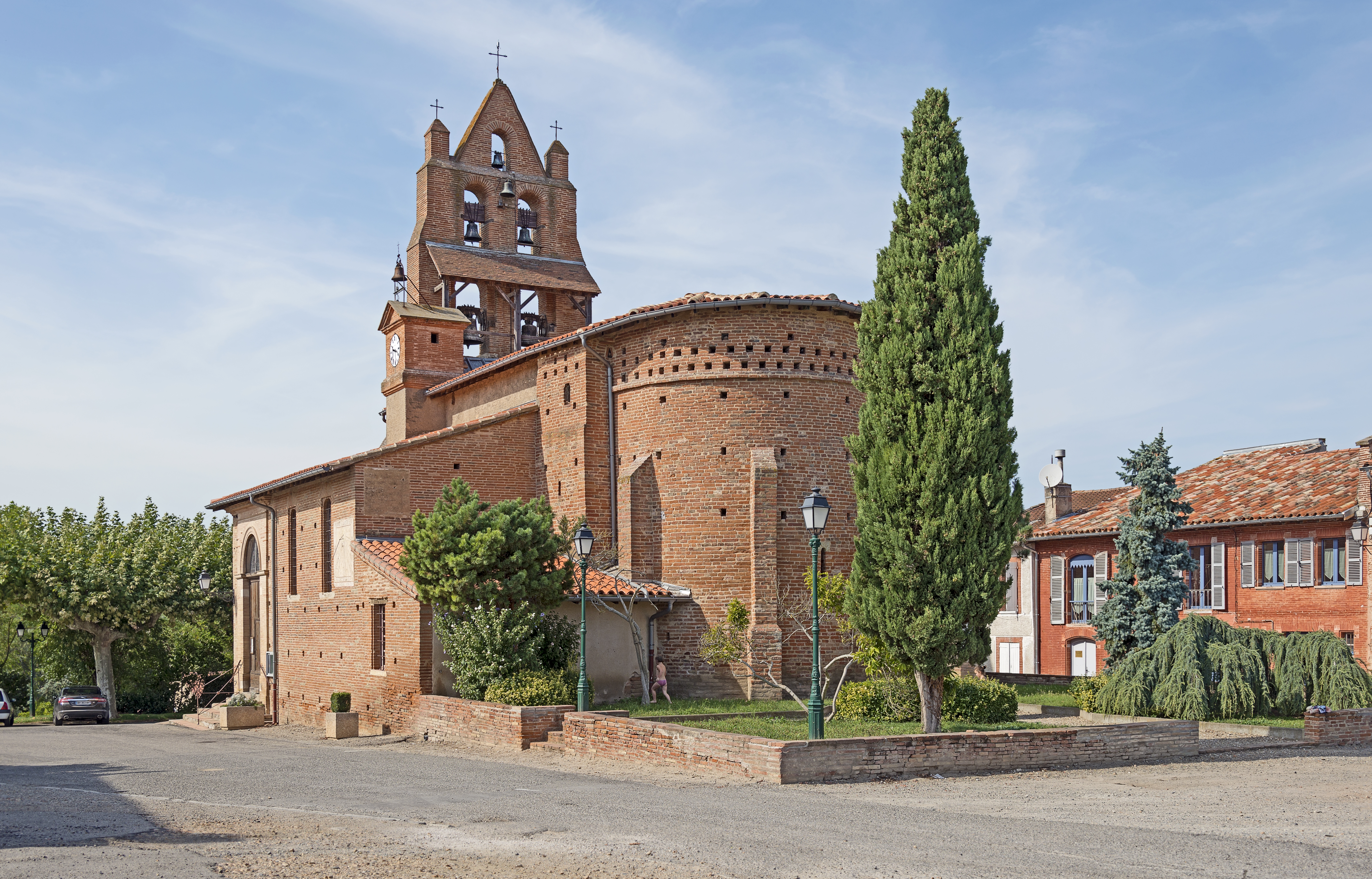
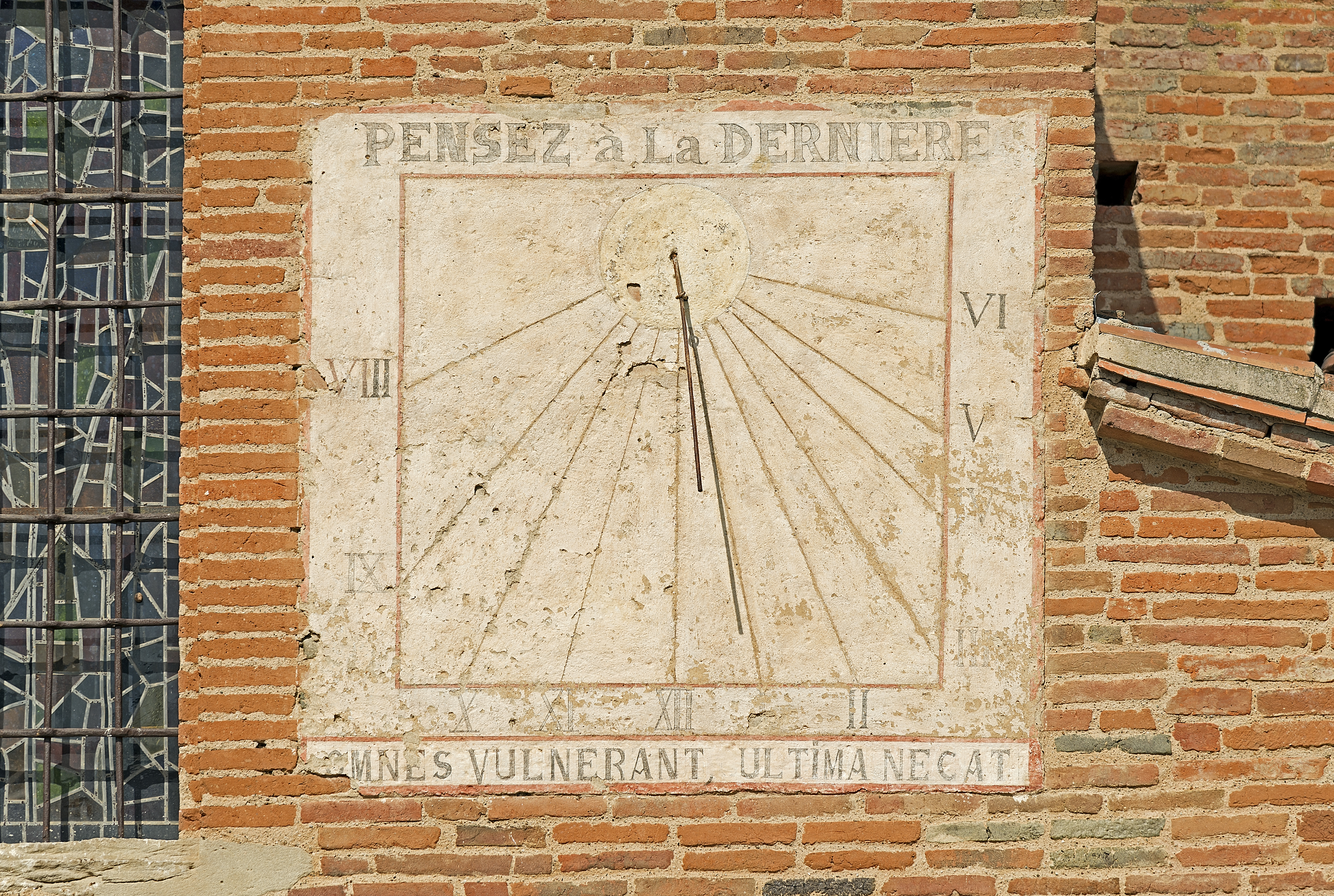